# 4e millennium
Het 4e millennium is de periode van duizend jaar die begint op 1 januari 3001 en eindigt op 31 december 4000.

## Gebeurtenissen
- Wetenschappers schatten dat in de 31ste eeuw het zeeniveau met 6,8 meter is gestegen.
- 18 december 3089: Venusovergang
- 3117: Eerste moment waarop het volgens Andrew Kennedy mogelijk is om de Ster van Barnard te bereiken met een gemiddelde economische groei van jaarlijks 1,4%.
- Als gevolg van de precessie van de equinoxen zal Cepheus van 3000 tot 5200 de poolster zijn.
- 22 juli 3126: Venus bedekt Regulus.
- 3183: De tijdspyramide is voltooid volgens de planning.
- 22 oktober 3187: Venus bedekt Regulus
- 8 oktober 3230: Venus bedekt Spica.
- 20 december 3332: Venusovergang
- 3412: Verwachte terugkeer van de komeet van McNaught–Russell.
- 25 oktober 3414: Venus bedekt Regulus.
- ca. 3500: Volgens Tzedakis begint de nieuwe ijstijd.
- 3711/3712: Een conjunctie tussen Jupiter, Saturnus, Uranus en Neptunus.
- 3797: Het jaar dat de laatste voorspelling van Nostradamus plaats zou vinden.
- 3811: Verwachte terugkeer van de komeet van Donati.
- 27 augustus 3982: Mercurius bedekt Regulus.

## Fictieve gebeurtenissen
- Het televisieprogramma Futurama speelt zich grotendeels af in dit millennium.
- 3001: The Final Odyssey vindt plaats.
- De schurk Lord of Time uit de stripreeks Justice League is geboren in 3786.
- Legion of Super-Heroes speelt zich af in de 31ste eeuw.
- De schurk uit de stripreeks Marvel Comics is geboren rond 3000.

<<< · 10e · 9e · 8e · 7e · 6e · 5e · 4e · 3e · 2e · 1e · "0" · 1e · 2e · 3e · 4e